# Karl Gegenbaur
Carl Gegenbaur (n. 21 august 1826, Würzburg, Germania – d. 14 iunie 1903, Heidelberg, Imperiul German),de asemenea, Karl Gegenbaur, a fost un anatomist german și profesor, care a demonstrat că domeniul anatomiei comparative oferă dovezi justificative din teoria evoluției.
Ca profesor de anatomie la Universitatea din Jena (1855-1873) și la Universitatea din Heidelberg (1873-1903), Carl Gegenbaur a fost un puternic susținător al teoriei lui Charles Darwin a evoluției organice, lucrând și profesând alături de Ernst Haeckel, începând cu 1858.
De asemenea, a demonstrat că toate celulele vertebratelor se nasc din divizarea ovulului și a spermatozoidului.

## Legături externe
- Scharf, J H (1978). „Goethe's morphology definition and the problem of relationship of the Cro-magnons to the primitive Germans (Carl Gegenbaur)”. Gegenbaurs morphologisches Jahrbuch. 124 (2): 139–90. PMID 357241.
- Lukács, D (decembrie 1976). „Karl Gegenbaur”. Orvosi hetilap. 117 (52): 3177–9. PMID 794795.

Acest articol conține text din Chisholm, Hugh, ed. (1911). „Gegenbaur, Carl”. Encyclopædia Britannica. 11 (ed. 11). Cambridge University Press., o publicație aparținând domeniului public. 